# Microbiote vaginal humain
Le microbiote vaginal humain, ou flore vaginale ou flore de Doderlein, est l'ensemble des micro-organismes qui se trouvent dans le vagin. Ils permettent de limiter les infections en créant une compétition avec les germes pathogènes. Il est constitué en majorité de bactéries appartenant au genre Lactobacillus. Le microbiote vaginal » est normalement très stable, essentiellement composée de quatre genres de bactéries de types lactobacilles. Un changement de la composition du microbiote vaginal peut être associé à une vaginose.

## Constituants

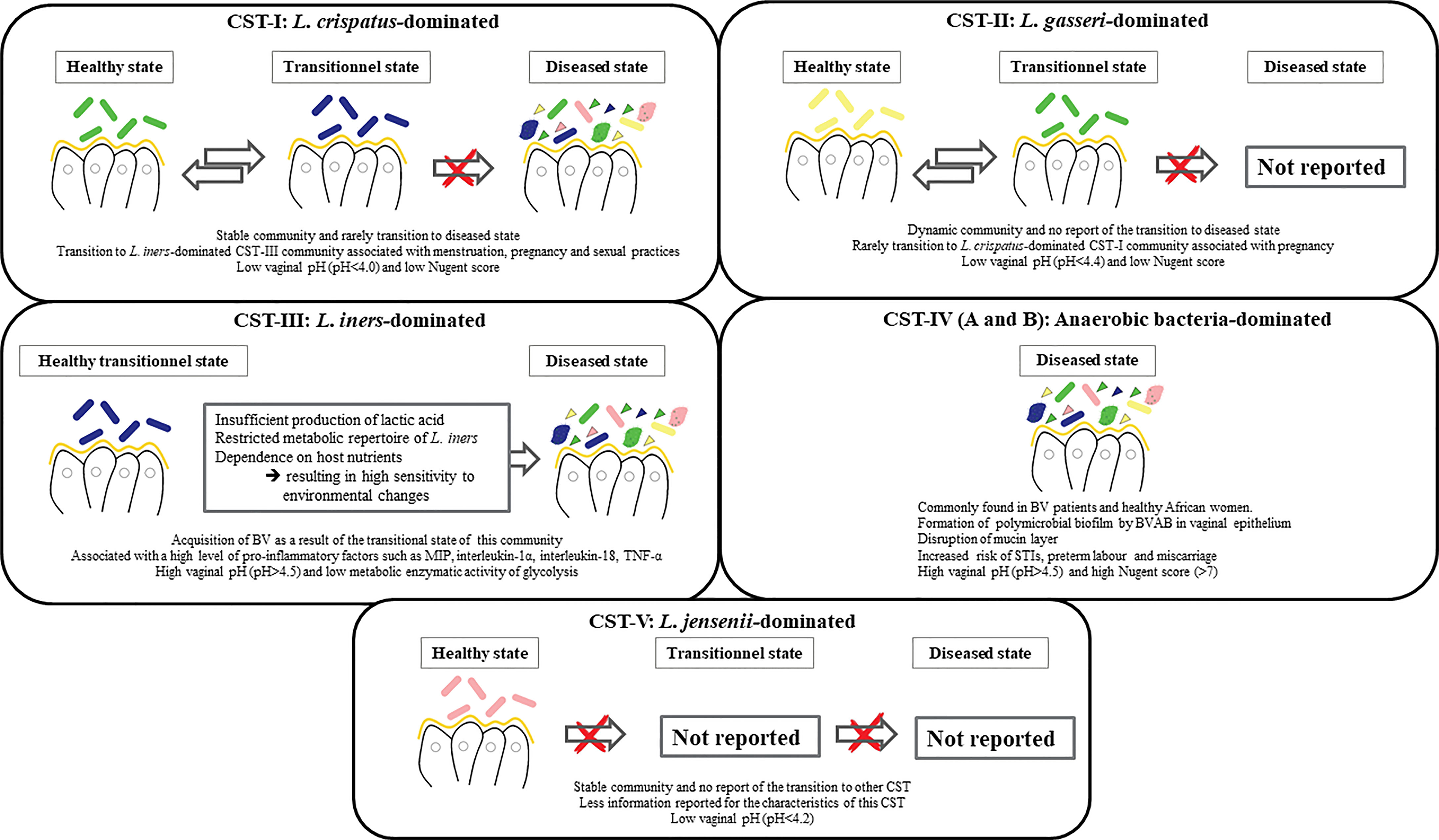
Les cinq types de microbiote vaginal community state types (CST). Le CST-IV est celui associé avec le plus de risque de maladie. L. crispatus est plus protecteur car il produit beaucoup de peroxyde d'oxygène et de la D-Lactique et L-lactique. L. iners ne produit que de la L-lactique

Une femme en âge de procréer produit environ 1 à 4 millilitres de sécrétions vaginales contenant 1 000 000 à 100 000 000 de bactéries par ml. Outre la présence de bactéries connue depuis la description de Albert Döderlein en 1892, il existe aussi des virus, notamment des virus eucaryotiques à ADN tels que des Anellovirus (Alphatorquevirus) et des levures.
581 bactéries identifiées dans le vagin humain sont réparties en 10 taxons, principalement dans les phylums des Actinomycetota, Bacteroidota, Bacillota et Pseudomonadota avec 206 genres distincts classés en 96 familles différentes.
Des chercheurs ont analysé la distribution du microbiome vaginal chez les femmes en âge de procréer par séquençage de l'ARN ribosomique 16S et regroupement taxonomique hiérarchique, et ont conclu que le profil du microbiome vaginal de chaque femme pourrait être classé en cinq types nommés community state types (CST),.
- Les CST-I, II, III et V sont dominés respectivement par Lactobacillus crispatus, Lactobacillus gasseri, Lactobacillus iners (en) et Lactobacillus jensenii (en).
- En revanche, le CST-IV a une faible abondance relative de Lactobacillus et une abondance relative élevée de bactéries anaérobies (Prevotella, Dialister, Atopobium, Gardnerella, Megasphaera, Peptoniphilus, Sneathia, Eggerthella, Aerococcus, Finegoldia et Mobiluncus). Il pourrait être subdivisé en CST IV-A et CST IV-B, Streptococcus et Prevotella caractérisant le CST IV-A, et Atopobium représentant une proportion plus élevée dans le CST IV-B. Le CST-IV est généralement associé à la vaginose bactérienne.

### Variation de la composition

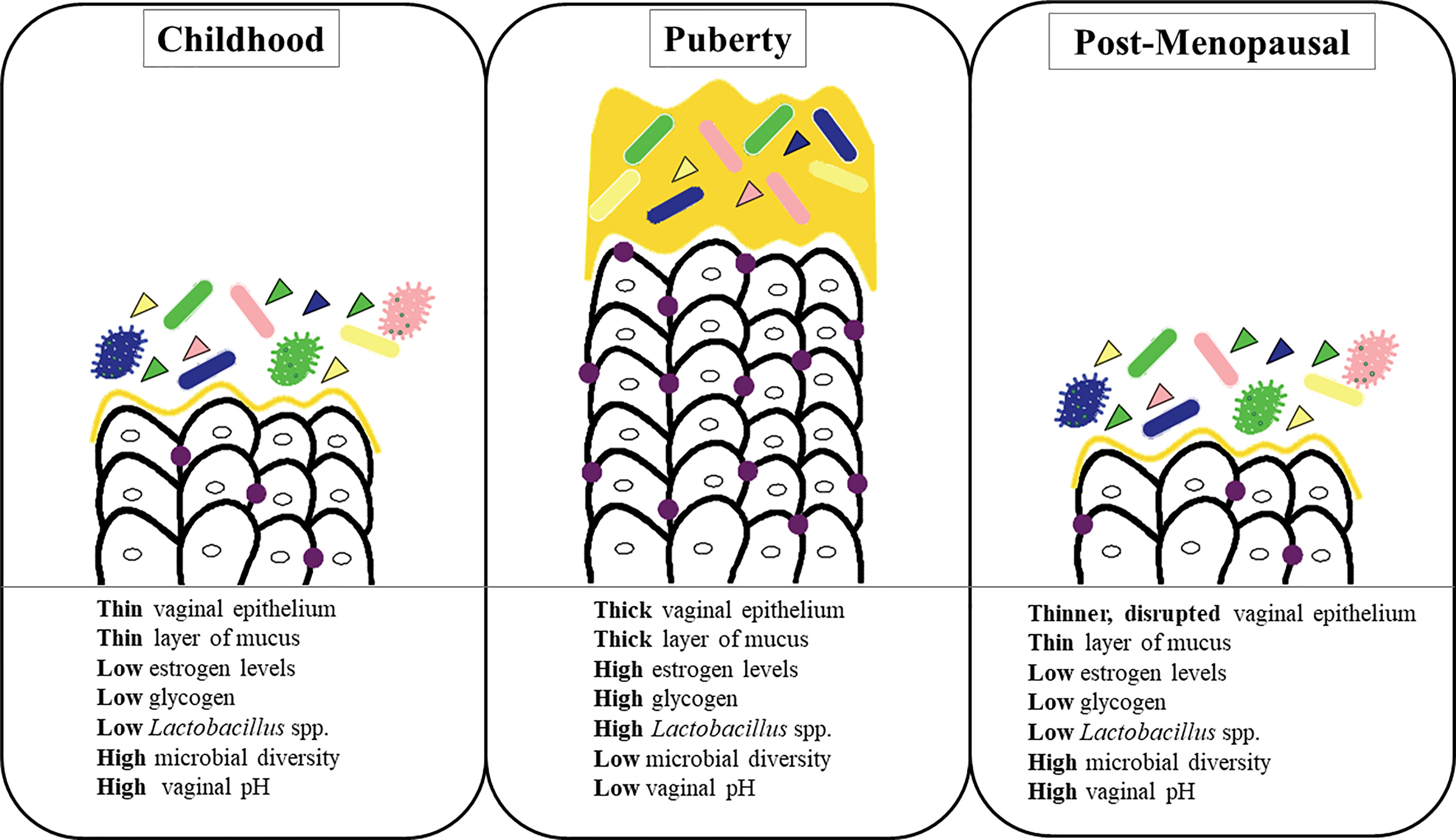
Le changement du microbiote vaginal durant la vie

L'état du microbiote est dynamique. Le microbiote reste en équilibre dynamique lorsque le corps est en bonne santé avec un pourcentage important de lactobacilles, alors qu’une diversité bactérienne élevée et un faible nombre de bactéries lactiques indiquent un déséquilibre bactérien ou une inflammation. De nombreux facteurs affectent l’équilibre du microbiote comme d'une part, des facteurs épidémiologiques, tels que les habitudes alimentaires, la contraception, le tabagisme et la vie sexuelle et des facteurs sociaux environnementaux (conditions sanitaires, milieu de vie et socio-économique) influencent également la composition du microbiote. Notamment, les facteurs de l’hôte influencent aussi ce microbiote[pas clair],.
La présence majoritaire de lactobacilles dépend toutefois aussi d'influences géographiques. Chez les femmes hispaniques et les femmes d'ascendance africaine (30 à 40 %), une prédominance dans le microbiote vaginal de bactéries n’appartenant pas au genre Lactobacillus est plus fréquente,. Une étude portant sur des femmes aux ascendances japonaise, européenne et africaine, montre que le microbiome vaginal dominé par les bactéries lactiques est plus fréquent chez les Japonaises et les Caucasiennes que chez les femmes d’ascendance africaine, confirmant ce phénomène. Il est intéressant de noter que ces zones ont également tendance à avoir des taux de prévalence du cancer plus élevés que les zones où Lactobacillus est l'espèce dominante.

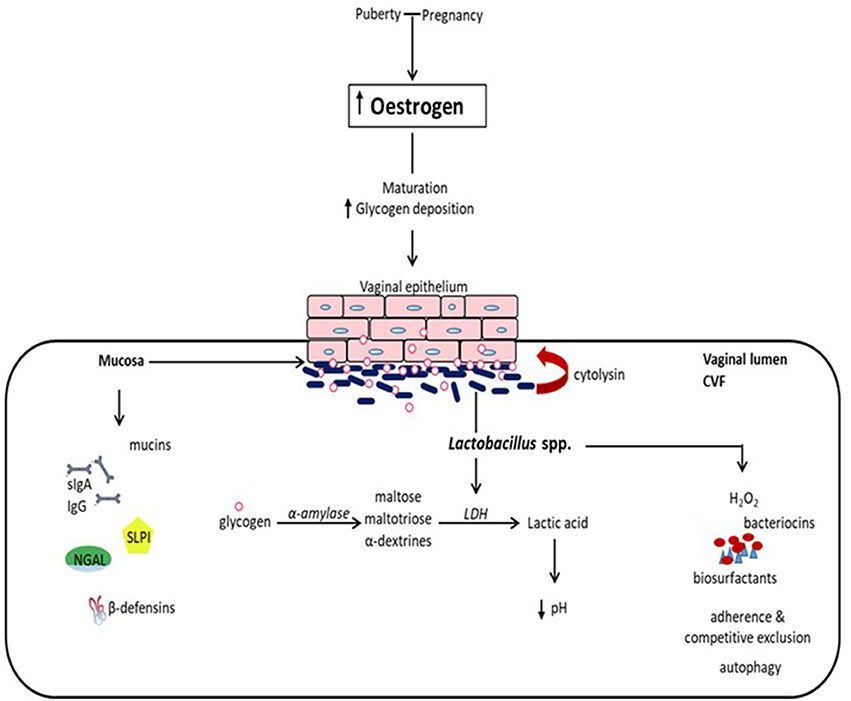
Le glycogène des cellules épithéliales est transformé par l'α-amylase en glucose ensuite métabolisés en acide lactique par Lactobacillus. L'acide lactique et la cytolysine produits par les lactobacilles stimulent la production de glycogène. L'acide lactique acidifie le milieu vaginal, favorisant la prolifération des lactobacilles et inhibant la croissance des organismes pathogènes. Les lactobacilles par la production de peroxyde d'hydrogène, de bactériocines et de biosurfactants, empêchent l'attachement physique des agents pathogènes à l'épithélium. De plus, il existe une production concomitante de mucines, d'immunoglobulines, d'inhibiteurs de protéase leucocytaire sécrétoire, de lipocaline associée à la gélatinase neutrophile et de β-défensines, ainsi que d'autres protéines antimicrobiennes, qui, ensemble, fournissent une protection contre l’infection.

L’équilibre dynamique du microbiote vaginal pourrait également être affecté par l’environnement hormonal ou le système immunitaire de l’hôte. En raison de l’effet des œstrogènes, le microbiote vaginal devient plus fragile pendant la menstruation ; il est relativement stable et moins diversifié après la menstruation. Après la ménopause, le manque d'œstrogènes chez la femme provoque une augmentation des bactéries anaérobies dans la flore vaginale et une diminution des lactobacilles. La composition du microbiote vaginal est affectée par les œstrogènes, qui affectent la libération de cytokines pro-inflammatoires, de chimiokines et de peptides antimicrobiens vaginaux. Lorsque le taux sanguin en œstrogènes est élevé, de grandes quantités de glycogène sont détectées dans les cellules épithéliales vaginales aidant les cellules de l’épithélium vaginal à mûrir et à produire de l’α-amylase. Le glycogène est dégradé pour produire des sucres simples tels que le maltotriose, le maltotétraose et les α-dextrines. Les lactobacilles, ne pouvant pas décomposer le glycogène, dépendent des produits du glycogène pour se développer et exercer ses fonctions protectrices.

## Les Lactobacilles
Le microbiote vaginal, dominé par diverses espèces de Lactobacillus, a un rôle protecteur contre les infections opportunistes . Après avoir utilisé ces produits de décomposition du glycogène, les Lactobacillus produisent de l'acide lactique qui maintient le pH de l'environnement vaginal en dessous de 4,5 et acidifie la surface de la muqueuse vaginale. L'acide lactique peut réduire la cytotoxicité des cellules tueuses naturelles, induire la sécrétion de cytokine anti-inflammatoire interleukine 10 et réduire la production de cytokine pro-inflammatoire interleukine 12 dans les cellules dendritiques.
De plus, des bactériocines aux propriétés antimicrobiennes sont également produites à partir de Lactobacillus. Les bactériocines, une classe de peptide anti-microbien, sont largement présentes dans les organismes vivants pour résister à l’invasion de micro-organismes pathogènes par une action bactéricide directe, mais également médier la réponse immunitaire acquise et réguler la réponse immunitaire inflammatoire. Sa cytotoxicité et son activité de lyse cellulaire jouent un rôle important dans l'activité anti-tumorale. Un microbiote vaginal sain est également associé à des défensines élevées, et une perturbation de ce microbiote diminue la production de peptides ani-microbiens.

Schéma d'interactions entre composants du microbiome vaginal

D'autres substances peuvent améliorer le système de défense vaginal. Les immunoglobulines G et A neutralisent les effets des micro-organismes pathogènes sur le site de l'infection, les empêchant de se lier à l'épithélium vaginal et d'ingérer des nutriments. La lectine liant le mannose peut également protéger contre l’invasion et l’infection vaginales. Ces métabolites pourraient résister à l’adhésion et à la croissance d’autres bactéries dans l’épithélium vaginal. Les Lactobacillus rivalisent avec les agents pathogènes en acquérant des nutriments et en occupant des territoires et empêchant les agents pathogènes d'adhérer à l'épithélium vaginal.
L. acidophilus et L. fermentum produisent des biosurfactants de type surfactine, qui aurait un effet inhibiteur sur l'adhésion initiale de E. faecalis , E. coli , C. albicans et la plupart des germes responsables d'infections urogénitales. D'autres biosurfactants produits par la flore ont un effet antibiotique, antifongique et antiviral. En particulier la biosurfactine produite par Bacillus subtilis a une forte activité sur l'enveloppe lipidique de l'herpès, des virus et rétrovirus.

### La protection des lactobacilles varie selon le type de lactobacille
L. crispatus semble être la bactérie lactique la plus protectrice pour la santé de l'hôte et la plus stable car il produit beaucoup de peroxyde d'hydrogène et produit à la fois de l'acide D-lactique et de l'acide L-lactique, mais L. iners ne produit que de l'acide L-lactique.
Les L. iners se trouvent souvent dans des communautés où les non-Lactobacillus sont prédominants.
L'acide D-lactique est uniquement un produit bactérien, tandis que l'acide L-lactique est un produit bactérien également produit par les cellules épithéliales vaginales et les bactéries. Des concentrations élevées d'acide D-lactique inhibent l'infection à Chlamydia en raison des effets dépendants du pH du microenvironnement vaginal. L’infection à Chlamydia peut favoriser la persistance de l’infection au VPH. L'acide D-lactique prévient également les infections génitales hautes en régulant la production d'inducteur de métalloprotéinase matricielle extracellulaire dans les cellules épithéliales vaginales induite par l'acide L-lactique et en inhibant la production de métalloprotéinase matricielle-8 . Enfin , l’α-amylase vaginale est associée aux niveaux d’acide D-lactique et d’autres peptides anti-microbiens épithéliaux vaginaux, mais pas à l’acide L-lactique . Le taux d’α-amylase vaginale est corrélé avec un risque faible de vaginose.

## Rôle du microbiote

### Rôle dans l'infection à papillomavirus

#### L'infection à papillomavirus est souvent associée à une perturbation du microbiote
De nouvelles preuves suggèrent une association entre l'infection et le déséquilibre persistance du microbiote vaginale et du papillomavirus. Presque toutes les études transversales ont systématiquement révélé une plus grande diversité du microbiote chez les femmes papillomavirus-positives, avec ou sans dysplasie, par rapport aux individus papillomavirus-négatifs,,,,,,,. Au cours de la dernière décennie, un nombre croissant de publications suggèrent que l'épuisement des Lactobacillus et la prolifération de bactéries anaérobies (Gardnerella, Sneathia, Megasphaera, Atopobium, Bacteroides, Prevotella) sont associés à une persistance des infections par HPV ou à des néoplasies de CIN2,,,,,,. Les études observationnelles mentionnées ci-dessus ne permettent que de démontrer l'association d'un microbiote déséquilibré avec l'infection par le papillomavirus plutôt que la causalité.
Les études impliquant des femmes atteintes de carcinome in situ ou de cancer invasif ont systématiquement révélé une diminution significative des lactobacilles et une augmentation substantielle de la diversité des microbiotes par rapport aux individus négatifs pour le papillomavirus,,,. Au niveau de l'espèce Lactobacillus, une diminution marquée de L. crispatus a été observée dans le microbiote des femmes infectées par le papillomavirus , carcinome in situ ou de cancer invasif, tandis que le microbiote à dominante L. iners présentait un risque plus élevé de carcinome in situ,,,,.
Les femmes infectées par le VPH présentaient une accumulation de Bacteroides plebeius, Acinetobacter lwoffii, Prevotella buccae, Dialister invisus, G. vaginalis, Prevotella buccalis et Prevotella timonensis dans le microbiote,,,. L. crispatus était corrélé à une diminution du risque d'infection par le papillomavirus à haut risque et des dysplasies cervicales,. Par rapport aux microbiotes à dominance L. crispatus, les femmes atteintes d'un microbiote à dominance non Lactobacillus ou L. iners présentaient un risque 2 à 3 fois plus élevé de prévalence du papillomavirus à haut risque et des dysplasies cervicales[style à revoir] et un risque 3 à 5 fois plus élevé d'avoir un papillomavirus.
Outre les composants microbiens, il existe une différence fonctionnelle du microbiote entre les femmes papillomavirus-positives et papillomavirus-négatives,, comme la biosynthèse du folate, la phosphorylation oxydative, la synthèse du peptidoglycane, la dégradation des dioxines et de la 4-oxaloacétate tautomérase, l'activation de la sialidase dans le microbiote de femmes atteintes de carcinome in situ ou de cancer invasif.
Les données longitudinales, de plus en plus utilisées pour explorer le lien de causalité, montrent :
- l'association entre la rareté des Lactobacilles et une grande diversité de microbiote avec une infection persistante par le papillomavirus à haut risque[44].
- une abondance relative élevée de L. crispatus dans le microbiote présentait le risque le plus faible d'infection par le papillomavirus par rapport aux autres types de microbiote sur des analyses menées chaque menée chaque année[45].
- la déplétion en Lactobacillus dans le microbiote peut augmenter le risque de contracter une infection transitoire ou persistante au VPH[30].

De manière cohérente, une méta-analyse portant sur la corrélation entre composition du microbiote vaginal et IST (HPV, C. trachomatis, N. gonorrhoeae and M. genitalium) à partir de 39 articles suggère la protection contre l'infection par le papillomavirus et par C. trachomatis, induite par les microbiotes à dominante Lactobacillus. Une autre revue systématique d'études longitudinales soutient également une relation causale entre les microbiotes Lactobacillus minoritaires et la carcinogenèse cervicale via l'effet du microbiote sur l'infection par le papillomavirus (risque relatif de 1,33 avec un intervalle de confiance de 95 %).

#### Le microbiote est associé à l'élimination du papillomavirus et à la régression des dysplasies cervicales
L. crispatus est l'espèce de Lactobacillus la plus abondante chez les individus présentant une clairance naturelle du papillomavirus. À l’inverse, une proportion élevée d’Atopobium dans le microbiote ralenti considérablement le taux de rémission du papillomavirus par rapport au microbiote à dominante L. crispatus .
L'elimination du papillomavirus 16 a révélé des modifications plus fréquente entre les microbiotes à Lactobacillus sp. dominant vers des microbiotes à Lactobacillus sp. non dominant, chez les femmes présentant une infection persistante au papillomavirus 16 . par rapport aux femmes présentant une élimination naturelle du papillomavirus 16 .
Le microbiote est plus stable chez les femmes présentant une régression d'une dysplasie de grade II , par rapport aux individus présentant une persistance ou une progression de cette dysplasie: les femmes présentant un microbiote à dominante Lactobacillus au départ sont plus susceptibles de régresser à 12 mois, tandis qu'une régression plus lente était également associée à une déplétion en Lactobacillus. comme une abondance accrue de Megasphaera, Prevotella timonensis et G. vaginalis . Au niveau de l'espèce, les femmes disposant d'un microbiote à dominante L. crispatus présentaient une régression plus rapide et un taux de régression des dysplasies plus élevé à 12 et 24 mois .
Les composants fongiques du microbiote sont également associés à la régression des dysplasies infectées par le papillomavirus . Parmi les champignons Candida, Malassezia et Sporidiobolaceae, l'accumulation de Candida a été identifiée dans le microbiote de dysplasie cervicale de grade I qui présentait le taux de régression le plus élevé . Une enquête rétrospective portant sur 100 605 femmes a révélé que le Candida dans le microbiote diminuait le risque de dysplasie .

## Conseils pour préserver le microbiote
Pour ne pas la détruire et entraîner une dysbiose, il est conseillé d'éviter les douches vaginales à répétition, d'utiliser un savon au pH neutre pour la toilette, de respecter les conditions d'utilisation des spermicides ou de les éviter (le nonoxynol-9 est toxique pour les lactobacilles). La prise d'antibiotiques, à l'exception du métronidazole et des quinolones, détruit en partie cette flore. Ces déséquilibres induits peuvent entraîner une fragilité accrue à diverses infections comme des vaginites ou des mycoses (par exemple candidose).
Les bébés nés par césarienne n'héritent pas des bactéries vaginales de leur mère, ce qui déséquilibrerait à court terme leur microbiote. Pour ces bébés, certaines familles pratiquent un ensemencement vaginal (en) en passant sur la bouche et l’anus du nouveau-né une compresse imbibée des sécrétions vaginales de sa mère. Cette pratique potentiellement dangereuse est controversée sur le plan médical car elle peut transmettre des bactéries pathogènes à l’enfant.

## Sources
Cet article dans sa version du 30 mai comporte une traduction partielle des articles :
- Dai W, Du H, Li S and Wu R (2021) Cervicovaginal Microbiome Factors in Clearance of Human Papillomavirus Infection. Front. Oncol. 11:722639. doi: 10.3389/fonc.2021.722639 publié sous licence Creative Commons Attribution License CC BY 4.0
- Abou Chacra L, Fenollar F and Diop K (2022) Bacterial Vaginosis: What Do We Currently Know? Front. Cell. Infect. Microbiol. 11:672429. doi: 10.3389/fcimb.2021.672429 sous licence Creative Commons Attribution License CC BY 4.0